# Hu Chunhua
Hu Chunhua Chinês; nascido em abril de 1963) é um político chinês, membro do Politburo do Partido Comunista da China e vice-primeiro-ministro da República Popular da China . Ele trabalhou no Tibete por grande parte de sua carreira e ascendeu ao partido em parte pela Liga da Juventude Comunista . Ele é conhecido popularmente como "pequeno Hu" devido às semelhanças de sua carreira com a do ex -secretário geral do Partido Hu Jintao (sem relação). Ele se tornou o governador mais jovem da China quando assumiu o cargo na província de Hebei em 2008. Ele foi promovido a Secretário do Partido da Mongólia Interior em 2009. Em 2012, ele foi nomeado Secretário do Partido Comunista de Guangdong e entrou no Politburo.

## Biografia
Hu Chunhua nasceu em uma família de agricultores no condado de Wufeng, Hubei, em abril de 1963. Em 1979, ele ficou em primeiro lugar no condado para o exame de Gaokao . Aos 16 anos, ele era o caçula de sua classe. Ele recebeu seu diploma de bacharel pela Universidade de Pequim em agosto de 1983, com especialização em língua e literatura chinesas . Após a formatura, ele se ofereceu para trabalhar no Tibete. Ele começou a trabalhar na região como um quadro no Departamento de Organização da Liga da Juventude Comunista . Posteriormente, Hu ocupou vários cargos no governo e na Liga da Juventude no Tibete, atuando como vice-secretário do Comitê Regional Autônomo do CPC no Tibete de novembro de 2003 a novembro de 2006 e vice-presidente do Governo Regional Autônomo do Tibete de novembro de 2003 a novembro de 2005. No Tibete, Hu desempenhou um papel fundamental no desenvolvimento da economia tibetana, coibindo o movimento de independência e o estabelecimento de mais chineses han na região.
De 1997 a 2001, Hu atuou no Secretariado da Liga da Juventude Comunista e como vice-presidente da Federação de Jovens da China . Ele retornou a Pequim para se tornar o primeiro secretário da Liga da Juventude Comunista de dezembro de 2006 a março de 2008. Em 15 de abril de 2008, ele foi nomeado governador em exercício de Hebei, o caçula da China. Em 12 de janeiro de 2009, ele foi oficialmente eleito governador. Em Hebei, Hu tinha a reputação de trabalhar sem parar, visitando todas as 11 cidades da província em poucos meses. Enquanto servia em Hebei, Hu foi o centro das atenções durante o escândalo do leite chinês de 2008, que tinha raízes na província de Hebei. Ele saiu ileso do incidente, dizem alguns como resultado de sua proximidade com o secretário geral do Partido, Hu Jintao . Ele também participou dos preparativos de segurança das Olimpíadas de Pequim e defendeu o aumento do consumo interno em resposta à crise financeira global.

### Mongólia Interior
No 17º Congresso do Partido, no outono de 2007, Hu Chunhua tornou-se membro do Comitê Central . Em novembro de 2009, ele foi nomeado Secretário Regional do Partido da Mongólia Interior . Ele também foi eleito Presidente do Congresso Popular da Mongólia Interior em janeiro de 2010.
Pouco tempo depois de assumir o comando da vasta região norte, Hu embarcou em um plano para reequilibrar o crescimento na região. Sob o antecessor de Hu, Chu Bo, a Mongólia Interior viu um crescimento explosivo do PIB, resultado do desenvolvimento de recursos naturais. O crescimento do PIB da região foi o mais alto entre as entidades de nível de província do país por oito anos consecutivos. No entanto, o crescimento abriu uma grande lacuna de riqueza, com especulação endêmica das autoridades locais, e uma divisão entre a parte ocidental da região, rica em recursos ( Hohhot, Baotou e Ordos ), e a parte oriental estagnada de base industrial ( Chifeng, Tongliao)., Hulunbuir ).
Em resposta, Hu observou que a Mongólia Interior não aspirará mais a ser classificada em primeiro lugar no crescimento do PIB, mas se concentrar na manutenção da "qualidade" e "eficiência" do crescimento. Hu acreditava que perseguir dogmaticamente um mero aumento da produção econômica não beneficiava a todos na região, particularmente agricultores e pastores nômades, salientando que os grandes projetos de mineração trouxeram uma riqueza significativa que não chegava às bases. Ele ressaltou que uma das prioridades de sua administração seria garantir políticas equitativas na realocação, emprego e bem-estar social dos povos nômades. Hu também procurou reformar a política tributária para dar mais poder de barganha ao governo local e aos interesses locais na avaliação de possíveis projetos de mineração por grandes empresas estatais de recursos naturais. Essas empresas eram conhecidas por atropelar funcionários locais que estavam desesperados para atrair investimentos para aumentar seus próprios números do PIB. No desenvolvimento urbano, Hu enfatizou a importância da habitação subsidiada.
As queixas relacionadas à invasão de empresas de mineração, misturadas com as tensões étnicas entre os mongóis e os chineses han da região, causaram atritos durante anos entre o governo e as populações rurais. Começou a ferver em maio de 2011, quando a morte de um pastor da Mongólia levou a protestos étnicos da Mongólia em Xilinhot e agitação em outras partes da região. Foi o primeiro grande protesto na Mongólia Interior em mais de vinte anos. Hu instituiu uma política dupla de apaziguamento e força, abordando as queixas das multidões que protestavam, fazendo uma visita a Xilinhot, reunindo-se com estudantes e professores e prometendo compensação para os pastores locais e regulamentos mais estritos sobre a conduta nos negócios. Enquanto isso, ele aumentou a presença de segurança na Mongólia Interior, inclusive na capital Hohhot, para conter os distúrbios.

### Guangdong
Em novembro de 2012, Hu foi nomeado para o 18º Politburo do Partido Comunista da China, um conselho governante dos principais líderes da China. Ele, juntamente com Sun Zhengcai, foram os membros mais jovens do 18º politburo, levantando especulações de que eles estavam sendo preparados para se tornarem os próximos líderes da China em 2022. Em dezembro de 2012, Hu foi nomeado Secretário do Partido de Guangdong, sucedendo a Wang Yang, que se tornou Vice-Premier em Pequim. Historicamente, o posto de liderança de Guangdong foi preenchido por aqueles que se juntaram à liderança nacional, como Zhao Ziyang, Xi Zhongxun, Li Changchun e Zhang Dejiang . É amplamente considerado um dos escritórios regionais mais importantes da China.
Em Guangdong, Hu ganhou uma reputação de ser um líder discreto e orientado para a ação, que não gosta de burocracia ou formalidades. Quase imediatamente depois de assumir as rédeas em Guangdong, o governo de Hu começou uma repressão abrangente aos chamados luoguan, ou seja, funcionários que trabalham na China, mas cujos cônjuges e filhos vivem no exterior. Desde o início do mandato de Hu, mais de 800 luoguan foram disciplinados, rebaixados ou destituídos do cargo. O governo de Hu também reprimiu o narcotráfico e a indústria do sexo na área de Dongguan, despachando a polícia para realizar ataques maciços aos locais de prostituição da cidade e removendo o cargo de vice-prefeito e chefe de polícia da cidade.
O governo de Hu também começou a experimentar a divulgação pública de informações sobre os ativos das autoridades locais e passou a codificar medidas anticorrupção em lei com o legislador provincial. Em outubro de 2014, o governo de Hu iniciou uma série de consultas públicas sobre novos regulamentos anticorrupção. Tomando as melhores práticas da Comissão Independente Contra a Corrupção em Hong Kong, o governo de Hu experimentou – em áreas locais selecionadas – fusão dos departamentos tradicionalmente separados de Inspeção Disciplinar, Supervisão, Anticorrupção e Auditoria em uma única agência encarregada de combater o enxerto. Durante o mandato de Hu, o chefe do partido da capital da província de Guangzhou, Wan Qingliang, foi investigado por corrupção e afastado do cargo.

## Imagem pública e futuro político
Hu manteve um perfil público relativamente baixo durante sua ascensão a posições de poder. Hu é conhecido por seu estilo discreto em público e não discute sua vida privada. Durante o Congresso Nacional do Povo de 2012, Hu Chunhua respondeu apenas a quatro das vinte perguntas que lhe foram feitas pelos repórteres, lançando muitas perguntas sensíveis a seus subordinados. Ao fazer perguntas pessoais, ele disse que estava interessado apenas em assuntos relacionados à Mongólia Interior. Ele se recusou a comentar sobre suas ambições pessoais ou se tinha ou não uma conta no Weibo . Após a demissão de Bo Xilai em abril de 2012, Hu foi fortemente promovido devido à sua lealdade às autoridades do partido central sob a liderança de Hu Jintao. Ele seguiu a linha do partido e é visto como um íntimo confidente e fiel de Hu Jintao .
Depois que Xi Jinping assumiu a liderança do Partido Comunista, Hu continuou a desempenhar um papel de destaque político - seu histórico em Guangdong foi elogiado pelas autoridades centrais e pessoalmente por Xi. Havia uma grande especulação de que Hu avançaria diretamente para o Comitê Permanente do Politburo em 2017 e seria apontado como um sucessor putativo da liderança de topo, mas isso acabou não ocorrendo. No entanto, Hu foi selecionado para se tornar vice-primeiro-ministro em 2018, continuando sendo o líder mais jovem entre as fileiras mais altas do partido.
Suas crenças políticas sobre o Tibete são bastante opacas. Ele conseguiu manter conversas simples em tibetano quando trabalhou lá como funcionário regional.